# Jérémy Roy (Eishockeyspieler)
Jérémy Roy (* 14. Mai 1997 in Richelieu, Québec) ist ein kanadischer Eishockeyspieler, der seit Juni 2022 beim HK Witjas aus der Kontinentalen Hockey-Liga (KHL) unter Vertrag steht und dort auf der Position des Verteidigers spielt.

## Karriere
Roy spielte zu Beginn seiner Juniorenzeit zwischen 2011 und 2013 für die Mannschaft des Collège Antoine-Girouard in Saint-Hyacinthe in seiner Heimatprovinz Québec. Dort war der Verteidiger nach Abschluss seiner zweiten Saison einer der besten Spieler der Liga gewesen und zum besten Abwehrspieler ernannt worden. Nach der Wahl im Entry Draft der Ligue de hockey junior majeur du Québec (LHJMQ) durch die Phoenix de Sherbrooke im Sommer 2013 an vierter Gesamtstelle wechselte er zur Saison 2013/14 zum Team in die LHJMQ. In seinem Rookiejahr überzeugte der 16-Jährige mit 44 Scorerpunkten in 64 Einsätzen. Neben der Wahl ins All-Rookie-Team der Liga wurde er zudem mit der Trophée Raymond Lagacé für den besten defensiv spielenden Liganeuling ausgezeichnet. In den folgenden beiden Spieljahren in Sherbrooke absolvierte der Abwehrspieler nie mehr als 50 Spiele, da er aufgrund von Abstellungen an Juniorenauswahlmannschaften und kleinerer Verletzungen immer signifikante Zeit ausfiel. Dennoch wurde er sowohl im KHL Junior Draft 2014 in der ersten Runde an 26. Stelle vom lettischen Klub Dinamo Riga aus der Kontinentalen Hockey-Liga (KHL) sowie im NHL Entry Draft 2015 in der zweiten Runde an 31. Position von den San Jose Sharks aus der National Hockey League (NHL) ausgewählt. Letztere banden den Defensivspieler noch vor dem Beginn der Saison 2015/16 mit einem auf drei Jahre befristeten NHL-Einstiegsvertrag an sich.
Im Frühjahr 2016 nach Abschluss der Spielzeit wurde Roy innerhalb der LHJMQ von Sherbrooke zur Armada de Blainville-Boisbriand transferiert, mit denen er in sein letztes Juniorenspieljahr ging. Roy absolvierte aber lediglich zehn Partien für die Armada, da er sich zu Saisonbeginn einen Kreuzbandriss im linken Knie zuzog und die gesamte restliche Saison ausfiel. Nach seiner Genesung zum Beginn der Spielzeit 2016/17 entschieden sich die San Jose Sharks den Abwehrspieler, obwohl er noch ein Jahr im Juniorenbereich hätte verbleiben dürfen, in den Profibereich zu beordern. Roy stand somit zum Beginn der Saison im Kader der San Jose Barracuda, dem Farmteam der San Jose Sharks in der American Hockey League (AHL). Dort bestritt er bis Ende Dezember 2017 insgesamt 20 Partien, ehe er sich erneut einen Kreuzbandriss im selben Knie zuzog und erneut bis zum Sommer 2018 ausfiel. Nach der Saison 2019/20 wurde sein auslaufender Vertrag in San Jose nicht verlängert, ohne dass Roy einen NHL-Einsatz absolviert hatte. Im Januar 2021 schloss er sich den San Diego Gulls aus der AHL an, wo er die Spielzeit 2020/21 beendete.
Im Anschluss daran zog es den Kanadier erstmals in seiner Karriere nach Europa. Er unterzeichnete im Juli 2022 einen Vertrag beim HKM Zvolen aus der slowakischen Extraliga. Mit 33 Scorerpunkten in 48 Hauptrunden-Einsätzen machte er im Saisonverlauf andere Klubs auf ihn aufmerksam. Roy wechselte daraufhin im Juni 2022 zum HK Witjas aus der Kontinentalen Hockey-Liga.

### International
Für sein Heimatland stand Roy bei zahlreichen Turnieren auf dem Eis. Zunächst war er bei der World U-17 Hockey Challenge im Januar 2014 für das Auswahlteam der Provinz Québec im Einsatz. Dabei belegte er mit der Mannschaft den vierten Rang, wobei Roy mit fünf Scorerpunkten der erfolgreichste Abwehrspieler des gesamten Turniers war und mit der Wahl ins All-Star-Team bedacht wurde. Wenige Monate später nahm er mit dem gesamtkanadischen Team am Ivan Hlinka Memorial Tournament 2014 teil. Dort war er mit der Auswahl siegreich und gewann die Goldmedaille. Schließlich spielte er bei der U18-Junioren-Weltmeisterschaft 2015 in der Schweiz, wo die Kanadier die Bronzemedaille errangen. Roy konnte als torgefährlichster Verteidiger des gesamten Turniers sowie als einer der drei besten Spieler des kanadischen Kaders erneut auf sich aufmerksam machen.

## Erfolge und Auszeichnungen
- 2014 Trophée Raymond Lagacé
- 2014 LHJMQ All-Rookie Team
- 2015 Teilnahme am CHL Top Prospects Game

### International
- 2014 All-Star-Team der World U-17 Hockey Challenge
- 2014 Goldmedaille beim Ivan Hlinka Memorial Tournament
- 2015 Bronzemedaille bei der U18-Junioren-Weltmeisterschaft

## Karrierestatistik
Stand: Ende der Saison 2023/24

### International
Vertrat Kanada bei:
- World U-17 Hockey Challenge Januar 2014
- Ivan Hlinka Memorial Tournament 2014
- U18-Junioren-Weltmeisterschaft 2015

(Legende zur Spielerstatistik: Sp oder GP = absolvierte Spiele; T oder G = erzielte Tore; V oder A = erzielte Assists; Pkt oder Pts = erzielte Scorerpunkte; SM oder PIM = erhaltene Strafminuten; +/− = Plus/Minus-Bilanz; PP = erzielte Überzahltore; SH = erzielte Unterzahltore; GW = erzielte Siegtore; 1 Play-downs/Relegation; Kursiv: Statistik nicht vollständig)